# Větrná jáma Pustinka
Těžní věž větrná jáma Na Pustince (také Pustinka) stojí v katastrálním území Lány v okrese Kladno. Funkcionalistická průmyslová stavba byla v roce 2001 prohlášena Ministerstvem kultury České republiky za kulturní památku. Samotná větrná jáma dolu Tuchlovice (Nosek) pod těžní věží byla zlikvidována zásypem po uzavření dolu v roce 2002.

## Historie
Větrná jáma Na Pustince byla hloubena v období 1951–1954 jako výdušné větrní dílo Dolu Nosek v Tuchlovicích (původní Důl Jaroslav) na jihozápad ve vzdálenosti asi 1500 m od hájovny Pustá Dobrá v blízkosti lánské obory. Profil jámy byl kruhový o průměru 4 m vyzděný betonovými tvárnicemi. Vyhloubena do hloubky 240,14 m. Z Dolu Nosek byl k větrní jámě proražen větrný překop v roce 1955. Provoz ukončen spolu s dolem Nosek v roce 2002 a jáma byla zasypána. Těžní věž větrné jámy byla upravena k bydlení podle projektu ateliéru Ivana Vavříčka.

## Architektura
Autorství návrhu se připisuje architektu Otakaru Štěpánkovi, projektovou dokumentaci průběžně zpracovávala projekční kancelář Škoda Plzeň.
Těžní věž a současně jámová budova větrní jámy je funkcionalistická přízemní stavba obdélného půdorysu orientovaná, delší osou ve směru zhruba východ-západ, je vyzděna z režných bílých struskocementových cihel. K východnímu průčelí přiléhá nízký přístavek s pravoúhlým vchodem v betonovém ostění a velkým čtvercovým oknem v nadpraží. Před hlavním vchodem v severovýchodním nároží je sloupový portikus se třemi hladkými nečleněnými železobetonovými sloupy. Velká obdélná okna zasklená luxfery člení přízemní části, mimo západní, která je bez oken. Vysoká hranolová čtyřboká věž ze železobetonového skeletu s vyzděním z režných bílých cihel vyrůstá přibližně ze středu půdorysu přízemní budovy. Na východní a západní straně jsou průběžné pásy luxferových oken. Koruna věže je mírně rozšířená a vyzděna bílými cihlami, po obvodu je souvislý pás oken. Ploché střechy jsou kryté plechem.